# Dasynemoides crassus
Dasynemoides crassus is een rondwormensoort uit de familie van de Ceramonematidae. De wetenschappelijke naam van de soort is voor het eerst geldig gepubliceerd in 2002 door Tchesunov & Miljutina.